# Дильяу
Ди́льяу Пе́тюрсдоуттир (исл. Diljá Pétursdóttir, род. 15 декабря 2001, Коупавогюр, Исландия), более известная под мононимом Дильяу (исл. Diljá) — исландская певица и автор песен. Исполнительница одержала победу в национальном отборе «Söngvakeppnin 2023» и представляла свою страну на конкурсе песни «Евровидение-2023».

## Биография

### Ранние годы и Ísland Got Talent
Дильяу родилась в 2001 году в исландском городе Коупавогюр. С детства девушка увлекалась пением и акробатикой. Первая известность пришла к ней в 2015 году, когда в возрасте 12 лет она приняла участие во втором сезоне шоу «Ísland Got Talent».

### 2023 — Söngvakeppnin иЕвровидение-2023
28 января 2023 года Дильяу была объявлена одной из десяти участниц «Söngvakeppnin 2023», национального отбора Исландии на конкурс песни «Евровидение-2023». Конкурсная песня исполнительницы получила название «Power» на английском языке и «Lifandi inni í mér» на исландском.
18 февраля 2023 года Дильяу Петюрсдоуттир исполнила исландскую версию в первом полуфинале национального отбора. По итогам голосования певица прошла в финал.
4 марта Дильяу исполнила в финале отбора английскую версию своей конкурсной заявки, «Power». По итогам первого тура голосования исполнительница прошла в суперфинал, где одержала победу, набрав большую часть голосов зрителей, что позволило ей стать представительницей Исландии на конкурсе песни «Евровидение-2023». Позднее было подтверждено, что на конкурсе будет исполнена английская версия песни.